# M551シェリダン
M551 シェリダン（英語: M551 Sheridan）は、アメリカ合衆国で開発され、アメリカ陸軍で使用された水陸両用の空挺戦車である。
愛称のシェリダン（Sheridan）は、南北戦争の英雄の一人である、フィリップ・H・シェリダン将軍にちなんで命名された。

## 概要

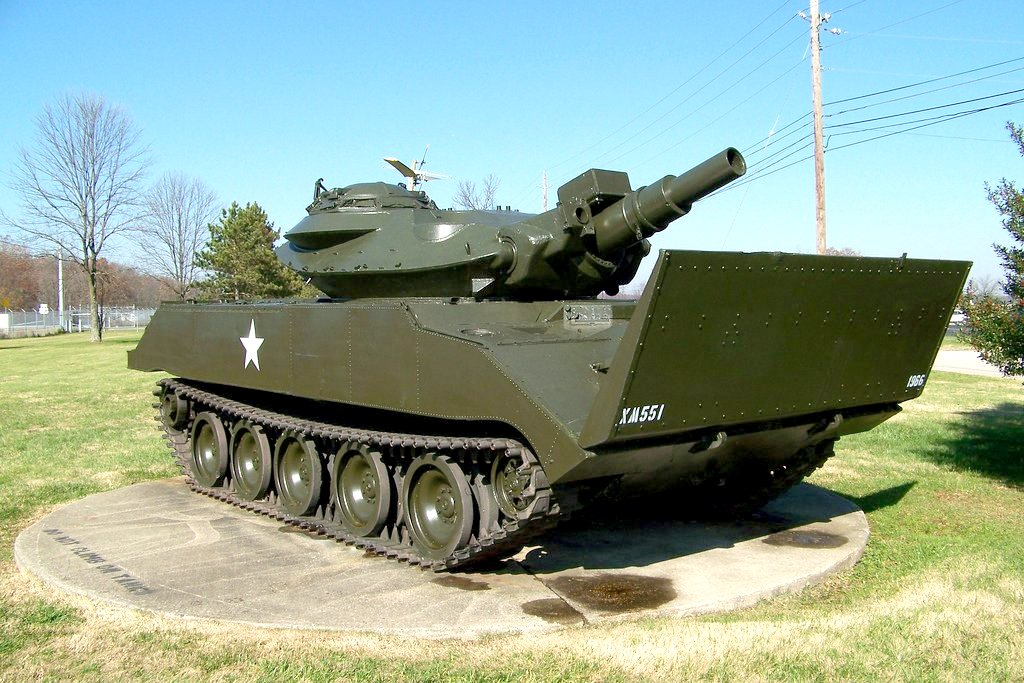
試作型XM551

M551は、1950年代に使用されだしたM41軽戦車と空挺部隊用のM56スコーピオン空挺対戦車自走砲を統合し代替する、AR/AAV（Armored Reconnaissance/Airborne Assault Vehicle：装甲偵察/空挺突撃車両）計画により開発が開始された。特にM56の防御力はオープントップの自走砲ゆえ皆無に等しく、これを早期に交代させる必要があった。
そこでまとめられた新型空挺戦車の基本構想は、水陸両用で空中投下に耐え、さらに既存の軽戦車をしのぐ機動力と火力を持ち、車重は10t以内に収めるという厳しいものであった。また、火力の強化に関しては、当時開発が進められていたM81 152mmガンランチャーの搭載が要求された。
計画に応募した12社のうちキャデラック社の提出した設計案が採用され、1960年6月にはXM551として開発契約が結ばれた。1961年12月には最終モックアップが完成、1962年6月に最初の試作車が完成し、以後改良と改修を重ねつつ複数の試作車が製作された後、1965年2月には量産原型となる最終試作車が完成して納入され、同年11月にM551として正式採用された。1966年6月から生産が開始され、1970年11月までに1,662輌が生産された。

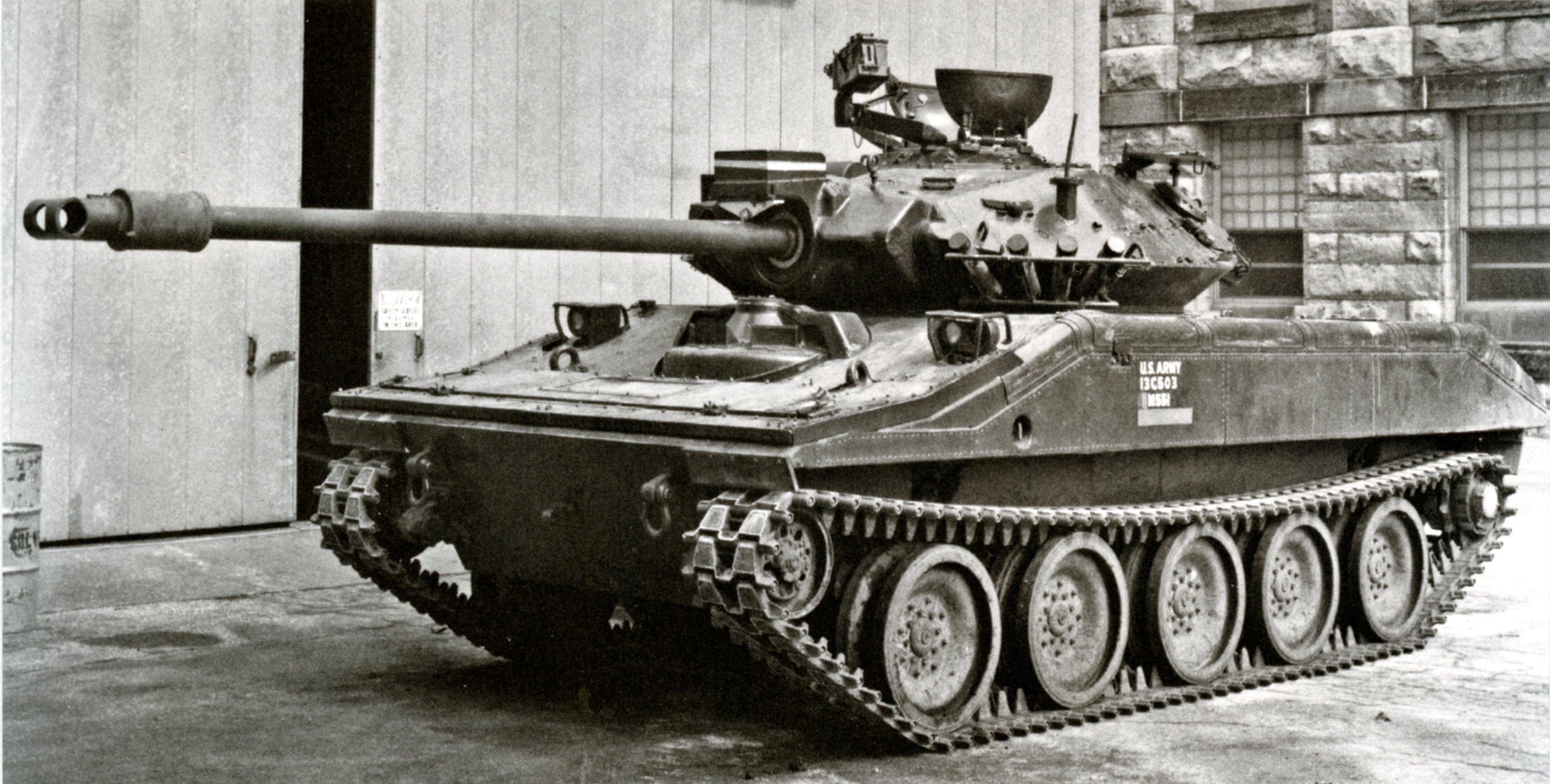
主砲をM32 76.2mm戦車砲に換装した試験車
1967年3月22日の撮影

M551は長期に渡って装備されていたため、現役期間中には非正式の現地改造品であった車長用機関銃防盾を正式に装備、主砲同軸機銃や発煙弾発射機、暗視装置を新型のものに交換するなどの各種の改修が行われている。代表的な改修型としてはレーザー距離計を搭載し、火器管制装置などを改良したM551A1がある。主砲を105mmもしくは76.2mm戦車砲、あるいは105mm榴弾砲に変更した派生型も検討されたもののいずれも試作のみで制式化はされていないが、ベトナム戦争に投入された車両には独自に故障車の主砲をM41軽戦車の主砲に換装した現地改造型も存在した。
アメリカ陸軍ではM551の発展型として共通の車台を用いた各種の派生型が構想され、それらを装備した「空挺突撃車両戦闘部隊」の編成が検討されていたが、M551の運用結果が芳しくなかったこともあり、いずれも試作もしくは計画のみに留まり、部隊の編成も構想のみに終わっている。

## 特徴
M551の特徴は、空挺戦車として要求された重量や浮航性を得るために車体がアルミ合金で構成されていることである。これは、アメリカ陸軍の制式戦車としては初めてのアルミ合金採用車となった。同様に、エンジンにもアルミ合金が、トランスミッションにはマグネシウムが用いられるなど、各部に軽量化が図られている。車体はアルミ合金製であるが、砲塔は圧延防弾鋼板を溶接したものとなっていた。車体側面部は中空構造とされ、内部にはウレタンフォームを充填して浮航性を確保している。車体前面上部には起倒式の波切板を、車体上部外周部には防水スクリーンが装備されており、水上航行時にはこれを展開して浮上航行する。
主武装としてM81 152mmガンランチャーを装備している。これは、M41軽戦車が装備していたM32 60口径76.2mm戦車砲に比べて軽量であり、MGM-51A シレイラ対戦車ミサイルと通常弾の両方が発射可能である。通常弾は多目的弾のHEAT-MPを使用し、通常弾とミサイルを合わせて30発を搭載可能。M81用の燃焼式薬莢は燃え滓が薬室内に付着するという問題が発生したため、発砲後に高圧空気を吹き込むことで砲身内を清掃する機構（CBSS（Closed Breech Scavenging System:砲尾閉鎖残渣除去システム）が増備された。なお、CBSSの装備に従って主砲排煙器は廃止されている。

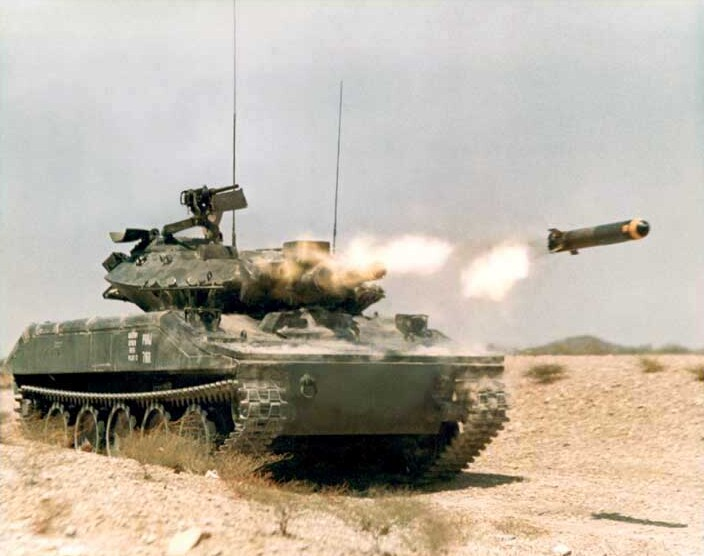
MGM-51 シレイラを発射するM551図）

副武装として主砲同軸に7.62mm機関銃M73/M219（M73A1）を装備し、予備弾薬3,000発を搭載している。同軸機銃は後にM240機関銃に換装されている。 砲塔上面の車長用展望塔には12.7mm重機関銃M2を装備し、予備弾薬1,000発を搭載する。なお、機関銃用の予備弾薬箱の一部は砲塔の外周に装着して装備される。砲塔前面下半部には左右それぞれ4基の発煙弾発射機を備え、夜間戦闘用にAN/VSS-3赤外線/白色光サーチライトが装備されているが、パッシブ式の暗視装置は1980年代の後期に改修が行われるまでは車長用に12.7mm重機関銃M2のマウントに装着するスターライトスコープがあるのみであった。
エンジンは、デトロイトディーゼル社製の6V-53T V型6気筒液冷ターボチャージド・ディーゼルエンジン（300hp）で、戦車としては軽量なこともあり、機動性は良好であった。試験での路上最大速度は69.2km/hを記録している。水上航行用装備は5分以内での展開が可能で、排水用のビルジポンプを装備していることもあり、波のない湖沼や河川であれば本格的な水上航行が可能となっていた。

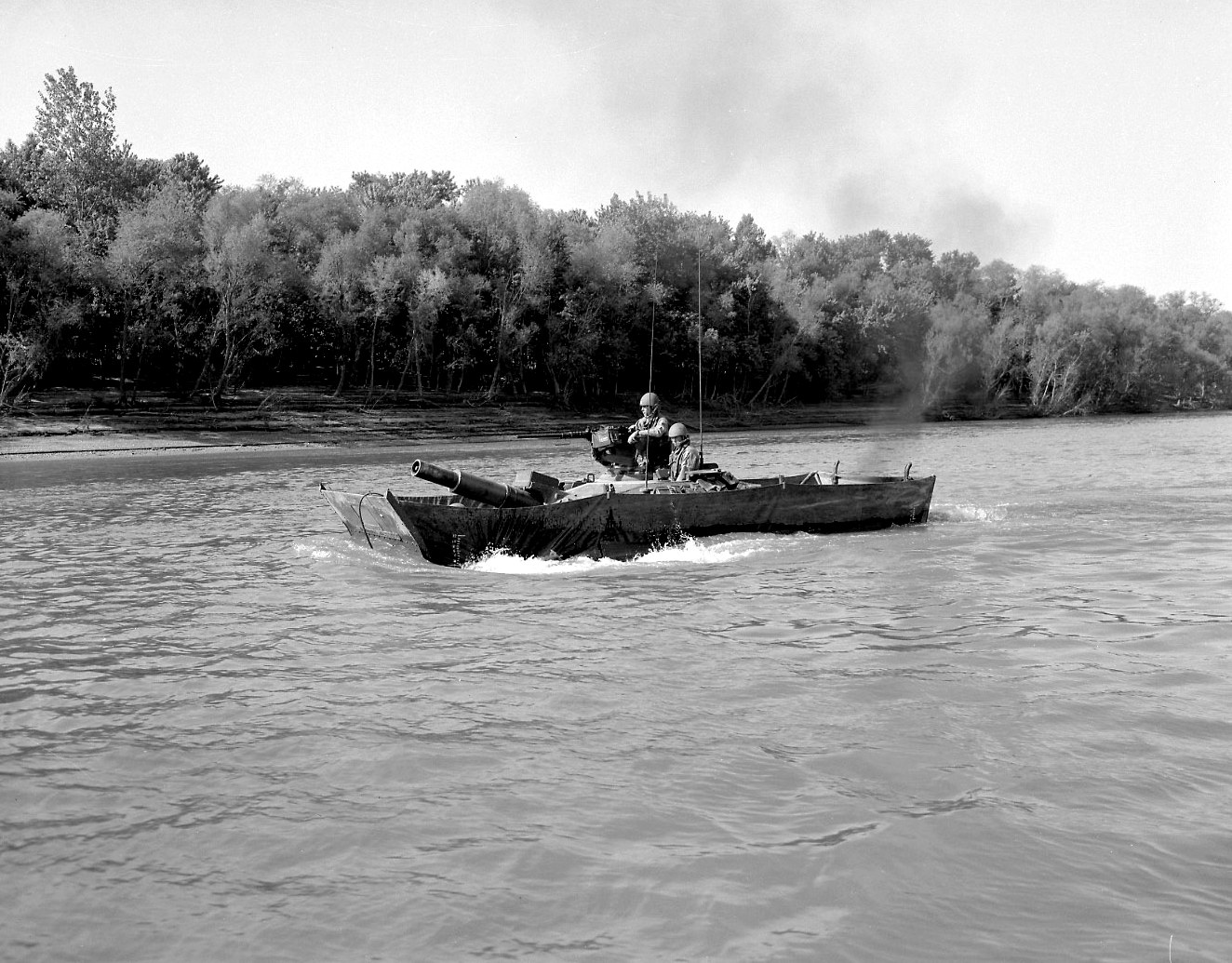
スクリーンを展開して水上航行の試験を行う試作車
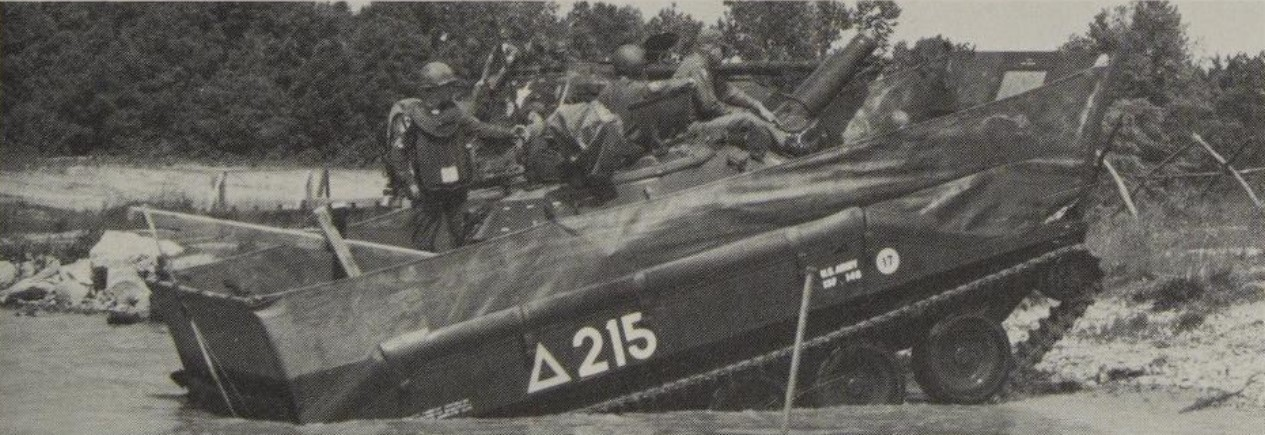
水上航行から上陸するM551 スクリーンの展開状態がわかる 1968年5月撮影

### 空挺投下

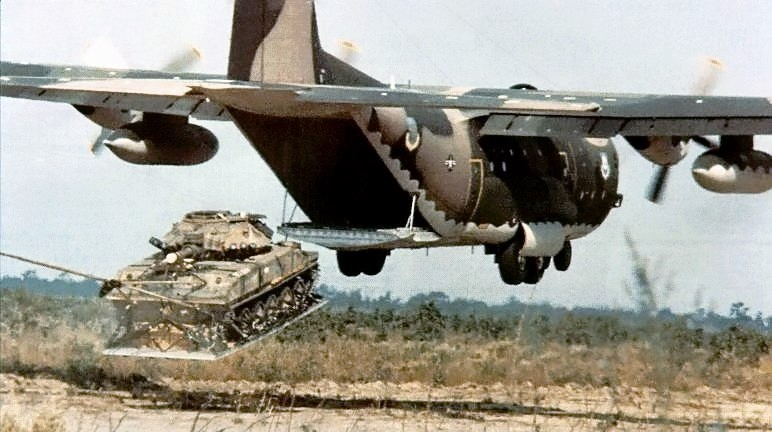
C-130輸送機からLAPES方式により空中投下されるM551

M551は「空挺戦車」の名の通り輸送機からの空中投下が可能で、パレットに載せて固縛した状態で空中へ放出し、3個のパラシュートを開いて降下させる。また、低高度パラシュート抽出システム（Low-Altitude Parachute Extraction System, LAPES, レイプス）と呼ばれる方法によっても降下させることができ、この場合は超低空を飛行する輸送機からパレットに載せた状態でパラシュートを開傘して機外に引き出し、そのままパラシュートによって減速して着地させる。なお、乗員は車両とは別個に空挺降下し、着地後に合流し搭乗する。
同時期のソビエト連邦の空挺戦車（実際は対戦車自走砲）であるASU-85は空中投下は不可能であったため、M551の現役期間中は厳密な意味での空挺戦車はM551が唯一であった。
この他、燃料と弾薬、および搭乗員を積載しない空虚重量状態であればCH-54 タルヘ重量物輸送ヘリコプターによる吊り下げ輸送も可能であった。

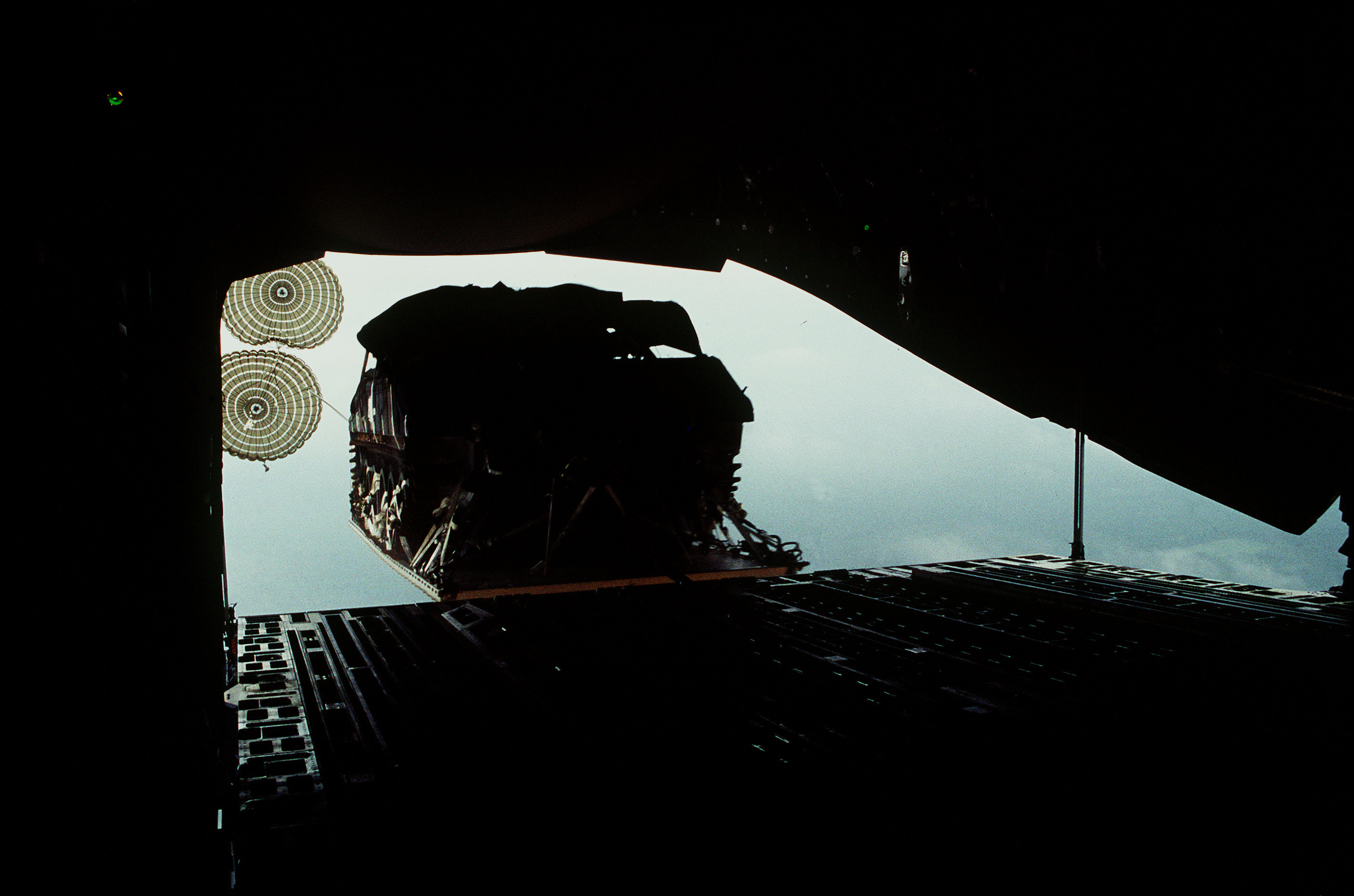
パレットに搭載されてC-17輸送機から空中投下される瞬間 2つの小型パラシュートは輸送機からの空中投下を安定させるためのもの 1995年6月27日撮影
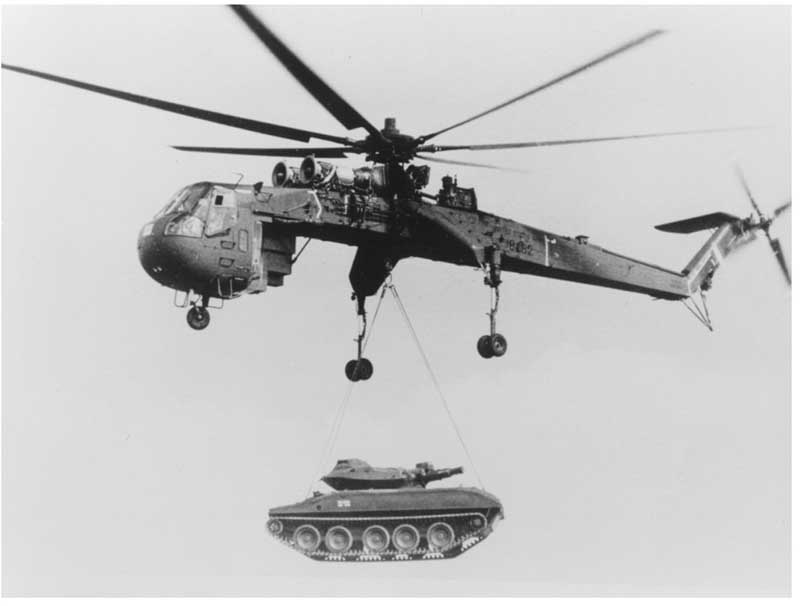
CH-54 ヘリコプターにより吊り下げ輸送されるM551

## 実戦での運用

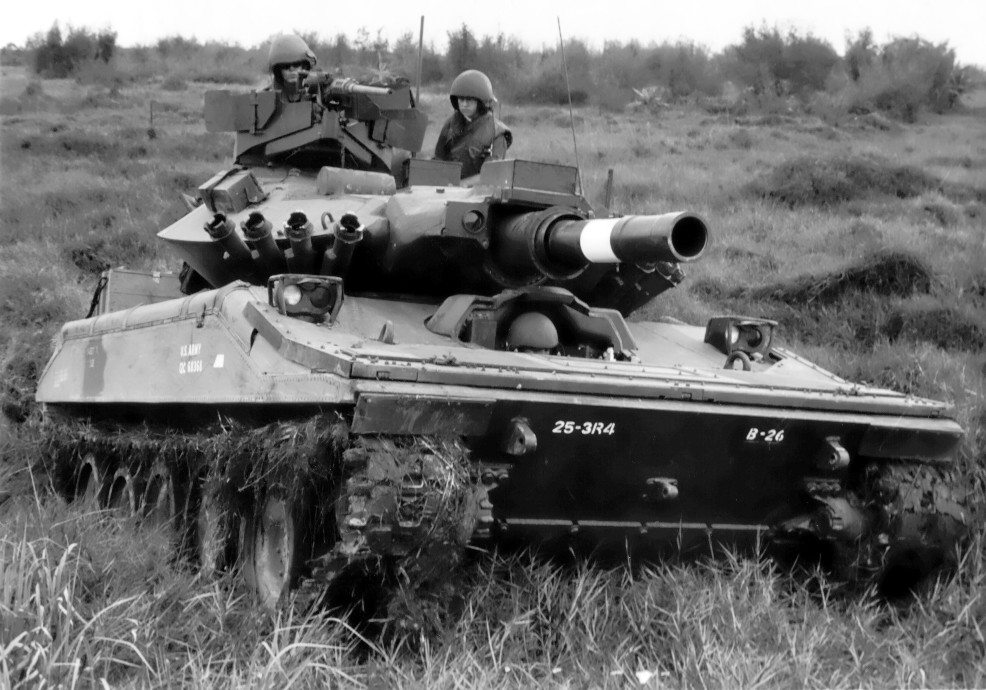
アメリカ陸軍第4騎兵連隊第3大隊所属のM551
1969年ベトナムでの撮影

M551は制式採用後、ベトナム戦争に投入された。アメリカ軍上層部は、北ベトナム軍は戦車を積極的には運用していない、と見ていたために対戦車戦闘は大して考慮されず、最大の武器であるシレイラミサイルは万が一車両が鹵獲（ろかく）されたり発射後に不発となったりした際に北ベトナムを通じてソビエトに渡る危険性があるとして、機密保持の面から持ち込まれなかった。結果としてはM551を装備する部隊が本格的な対戦車戦闘を行う状況は訪れず、シレイラミサイルを必要とする局面はなかったとされる。また、ベトナムにおいて空中投下運用が行われた例はなく、水上航行能力が使用されたこともなかった。
ベトナムに派遣されている間、熱帯雨林の気候風土のため152mm砲の燃焼式薬莢が膨張し装填できなくなるトラブルが発生した他、ミサイルの誘導装置に高温多湿の環境が原因と見られる故障が多発した。この誘導装置は運用マニュアルによって綿密なチェックと調整が指示されていたため、当初はミサイルを搭載していないにもかかわらず毎日のように繊細な整備作業が必須となり、乗員の不評をかった。そのため、生産段階からミサイルの運用能力を省いた型が"ベトナム仕様"として生産された。この他、砲塔上で12.7mm機銃を撃つ車長を囲む装甲板がキューポラ周りに追加されている。更に、地雷による被害が多発したことから、車体底面に装着する増加装甲キットが装着された。
M551の「空挺戦車」として軽量であることが求められたために、軽い車重は障害物を排除しながら強引に走行するのには不利であり、履帯の幅が狭いために接地圧が高く、車重が軽い割には湿地などでの機動性が悪く、総じて地盤の軟弱なベトナムでの運用には不向きであった。空挺投下を前提にした設計ゆえに装甲は厚いものではなく、軽合金を多用した構造は携帯式対戦車兵器や地雷などに対し脆弱であった。被弾時に搭載砲弾の誘爆で爆散した事例から、ますます乗員の信頼を失うこととなり、乗員の間で「M551に乗って戦死すると死亡が確認されたのに「行方不明」の扱いになる」というブラックジョークが流行した。一方、見通しの悪いジャングルでは対人用のM625キャニスター弾の威力が発揮され、たった2発の射撃で北ベトナム軍歩兵に125名の損害を与え撤退させた事例もあり、不評をおして使用され続けた。最終的にベトナムで損傷又は撃破されたM551の数は約300輌で、うち約90輌が全損となり廃棄されている。
ベトナム戦争が終結すると、ほとんどの車両が予備役に回されるかM60A1もしくはM60A3に代替されたが、緊急展開部隊である第82空挺師団にだけは配備が続けられた。一部の車両は、XM274 ARES 75mm高初速自動砲を始めとした各種兵装のテストベッドに用いられている。
1989年のパナマ侵攻の際には、一個中隊10輌が実戦において初めてパラシュート投下されて運用されているが、着地時に損傷・故障する車両が続出、燃焼式薬莢が割れて中の火薬が車内に散らばった物もあり、降下後に実働できたのは半数であった。1991年の湾岸戦争における砂漠の盾作戦の際には緊急展開部隊としてサウジアラビアに急派され、貴重な機甲戦力としてイラク軍のサウジ侵攻に備えている。
湾岸戦争後には第82空挺師団からも引き揚げられて全車が予備役となり、後継として開発されていたM8 AGS（Armored Gun System）も量産／配備が中止されたため、アメリカ軍における、そして、世界でも厳密な意味での「空挺戦車」としては実戦で使用されたものはM551が現在のところは最後の存在である。また、アメリカ軍が制式化した「軽戦車」としても、M551が現在のところ最後の存在である。
M551は現役の戦闘車両としては引退したものの、予備役となった車両を東側諸国軍用車両を模した外観に改造したものがカリフォルニア州フォート・アーウィンの「ナショナル・トレーニング・センター（NTC）National Training Center」で戦闘訓練の仮想敵車両として運用されている。

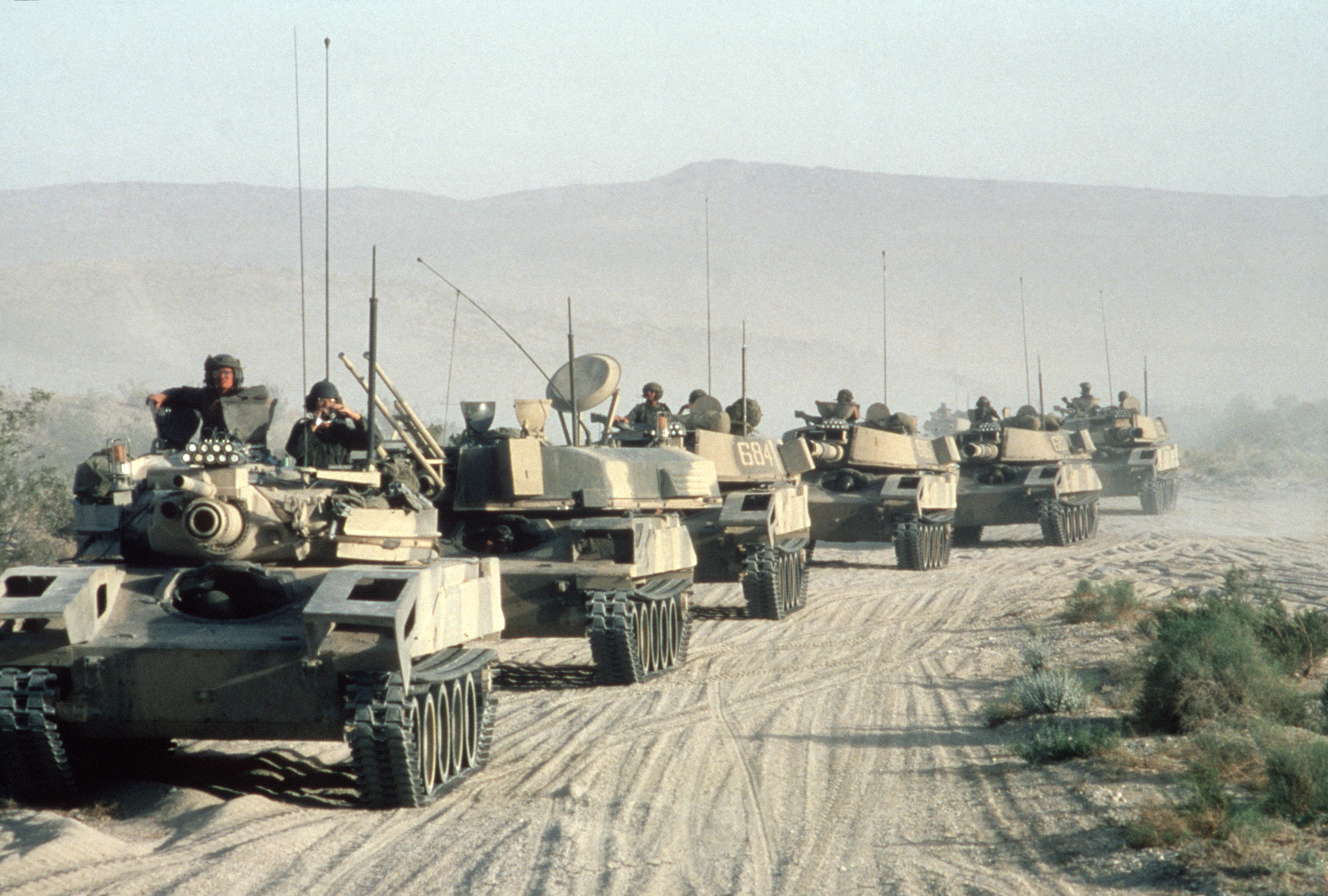
M551を改造した仮想敵車両群 （1986年撮影）
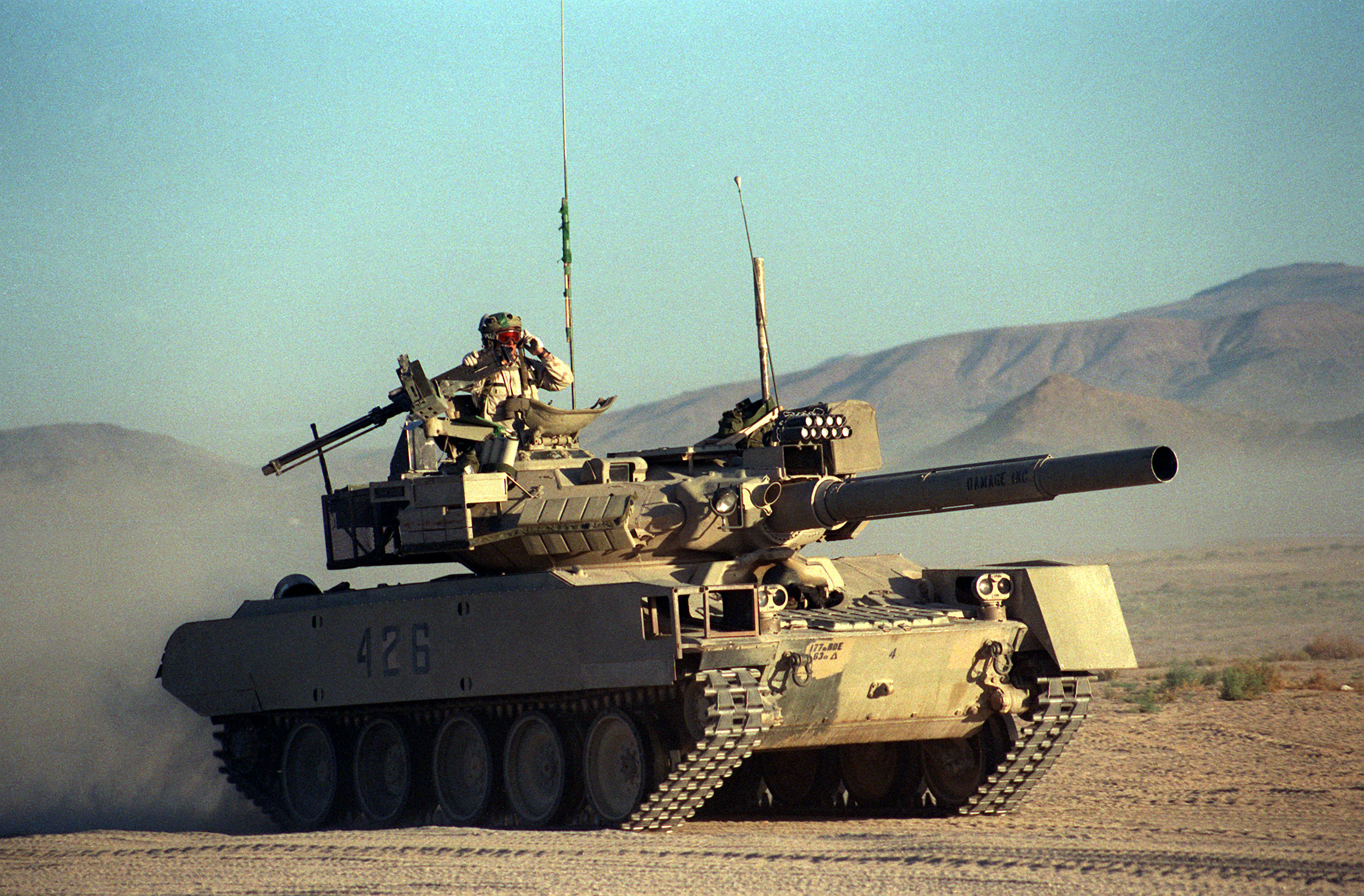
M551改造"T-80" （1993年撮影）
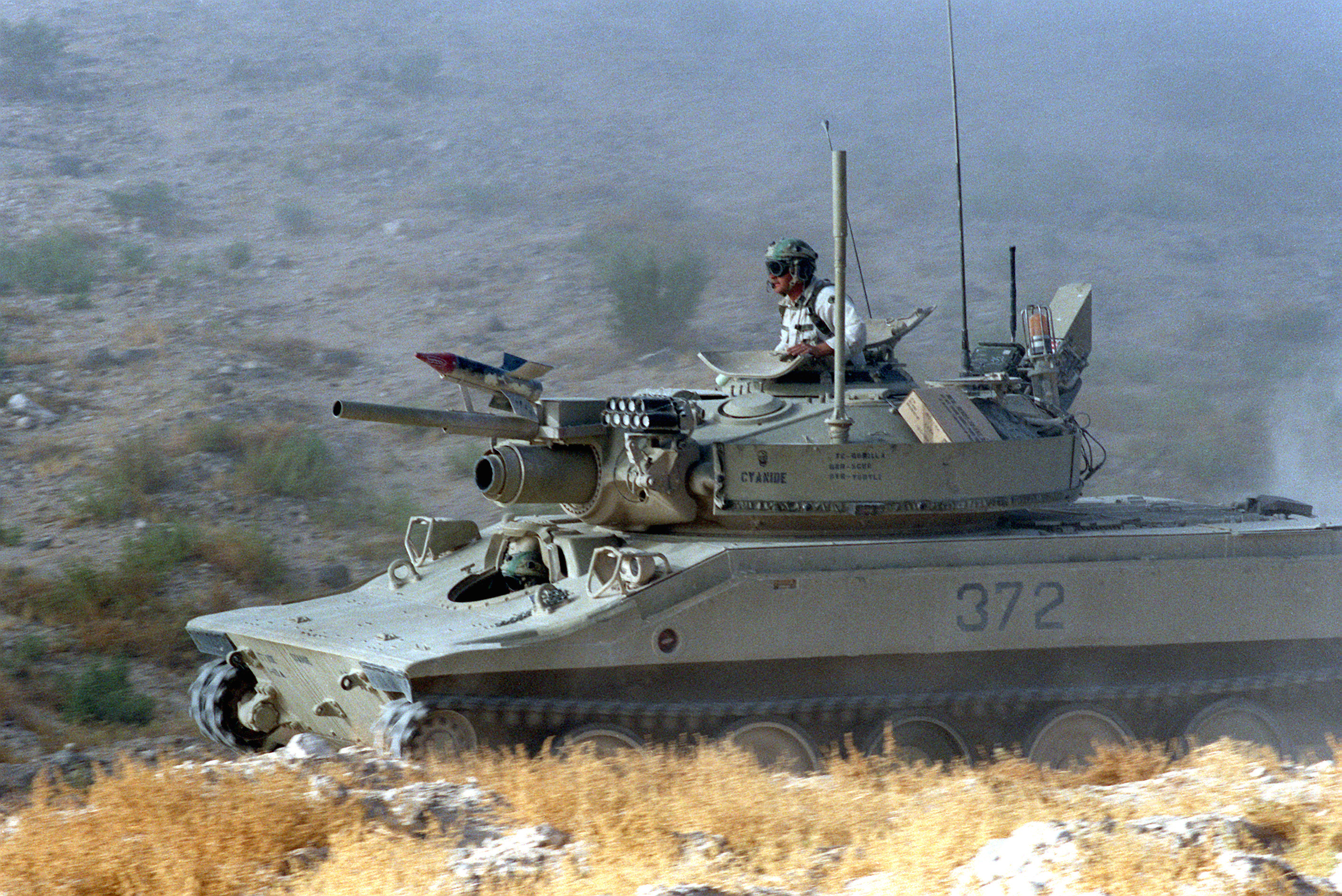
M551改造"BMP-1" （1993年撮影）
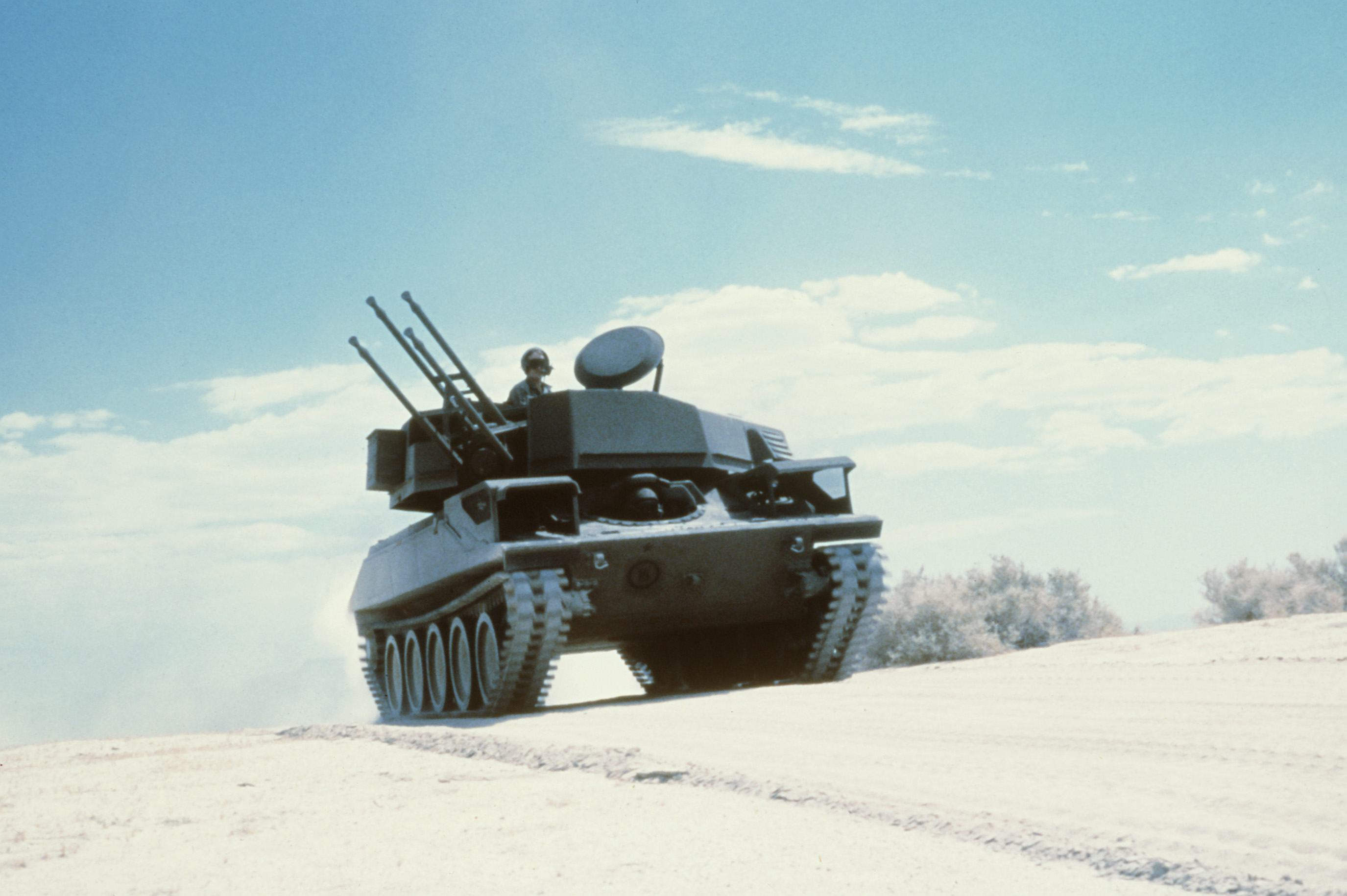
M551改造"ZSU-23-4" （1983年撮影）

## バリエーション

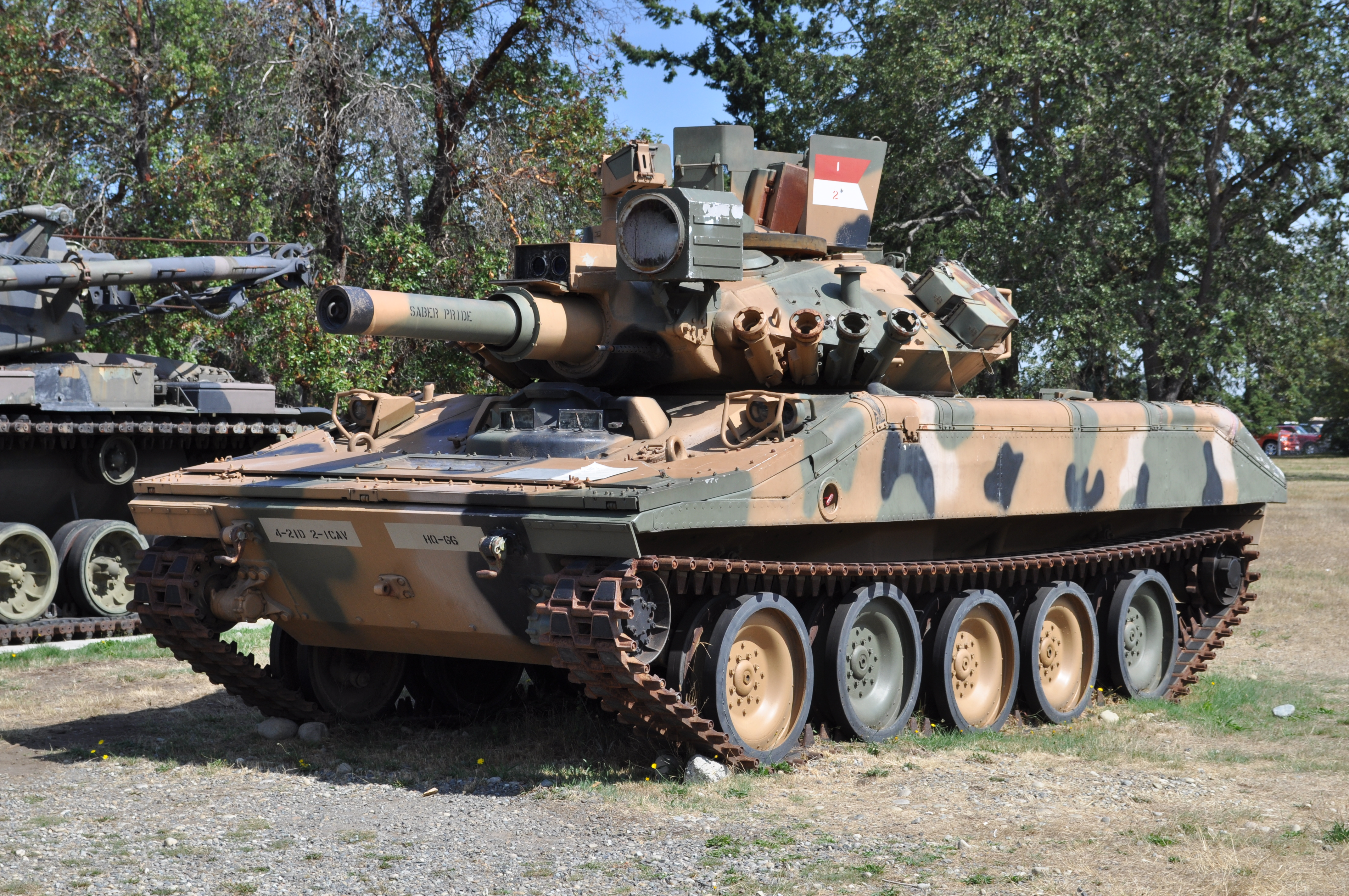
M551A1

T49（XM551砲塔型）
M41軽戦車に90mm戦車砲T123を搭載したのがT49試作軽戦車であるが、その砲塔をXM551の物に換装し、ガンランチャーの射撃試験に用いられた試験車輌。当時はまだシレイラミサイルが開発完了していなかったため、HEAT弾やHE弾の発射試験のみが行われた。
XM551
試作型。第一次試作である試作1～3号車、第二次試作である試作4～6号車、第三次試作である試作7 / 8号車および9～11号車、最終試作型（量産型原型車）である試作12号車の4種類が存在する。
試作各次により車体や砲塔、走行装置の形状が異なる他、第1～2次試作車までは水上航行用にウォータージェット推進装置を装備した。

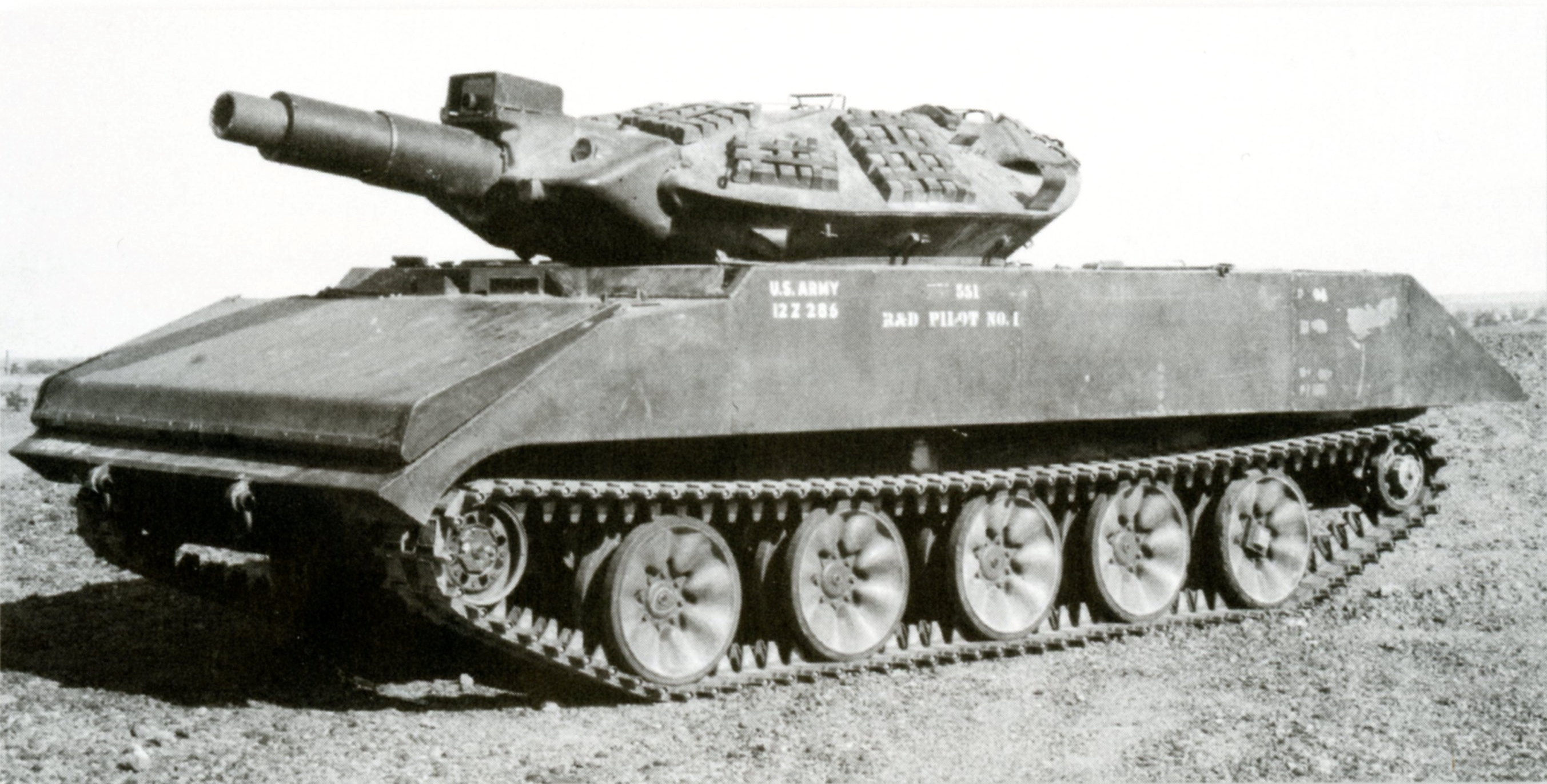
XM551 試作1号車
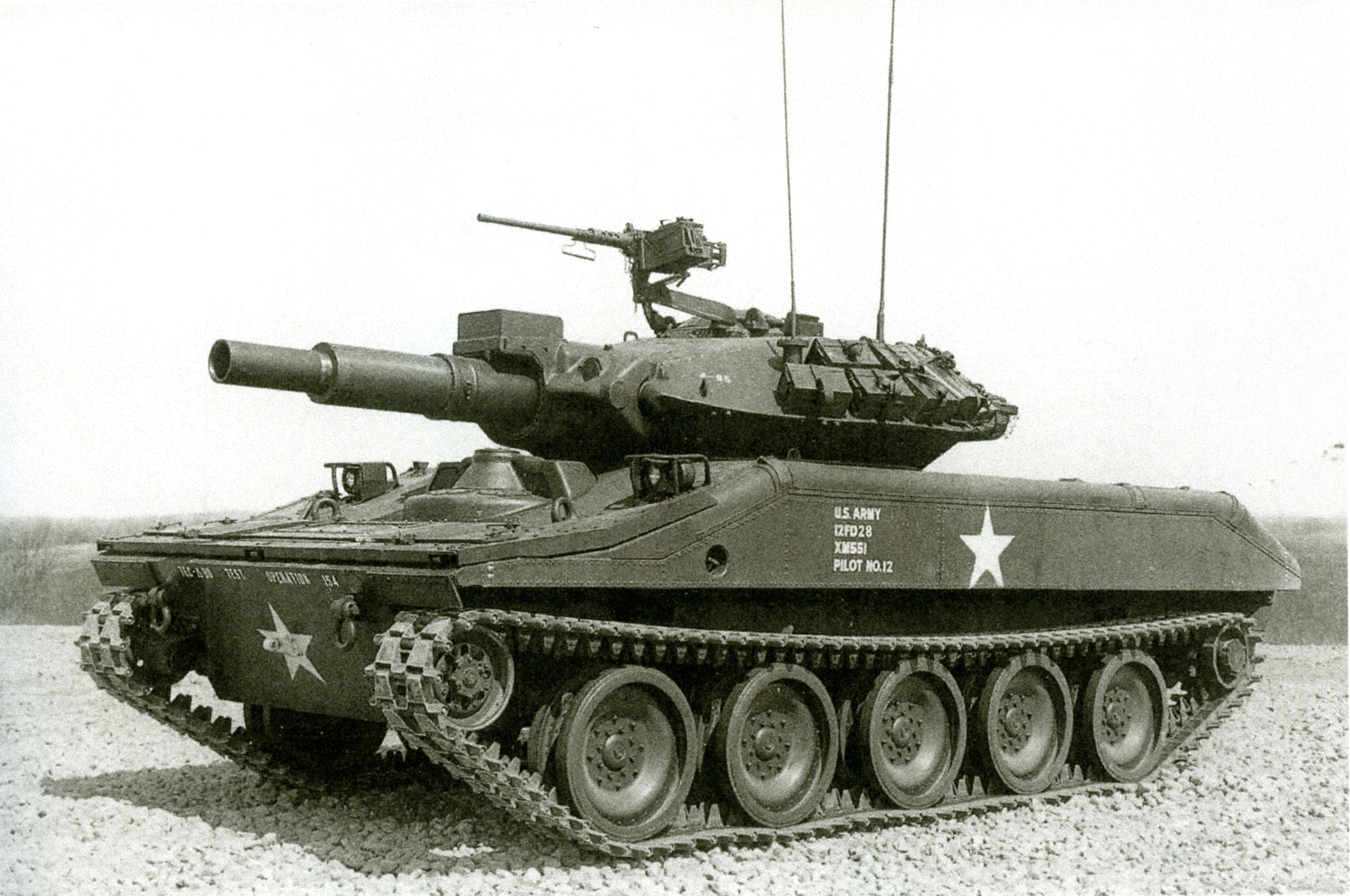
XM551 試作12号車

M551
基本型。生産番号140号車からは浮航スクリーンの形状変更、および砲塔後部雑具箱と白色光/赤外線サーチライトの装備が行われている。
M551 ベトナム仕様
ミサイルの運用能力を生産時から搭載していないもの。生産番号140-223号車、740-885号車がこの仕様で生産された。
M551 CBSS装備型
CBSSを搭載した改修型。生産番号700号車よりこの仕様となっている。
M551 改修型
1966年-1967年にかけて車長用防盾の標準装備と操縦士用ハッチの改良、浮航用装備の見直しを行った改修型。
M551A1
1967年-1970年にかけ、レーザー測遠機の新設、弾道コンピュータおよび環境センサーの装備、NBC防護装置の強化を行った改良型。重量は16tに増加している。
M551A1 PIP
1977年より、エンジンの一部改修と同軸機銃の変更を行った改修型。
M551A1 TTS
M60A3の改修型（M60A3TTS）と同じ熱映像装置を装備した車両。第82空挺師団3/73大隊のM551は、砂漠の盾作戦でサウジアラビアに展開中、同仕様に改修されている。

## 派生型
M551 105mm砲型
主砲をガンランチャーではない通常の105mmライフル砲に換装したもの。
M60戦車等と共通のM68戦車砲を搭載したものと低反動化型105mm戦車砲を搭載したものの2種類がある。いずれも試験のみで主砲換装型の制式採用はなされなかった。

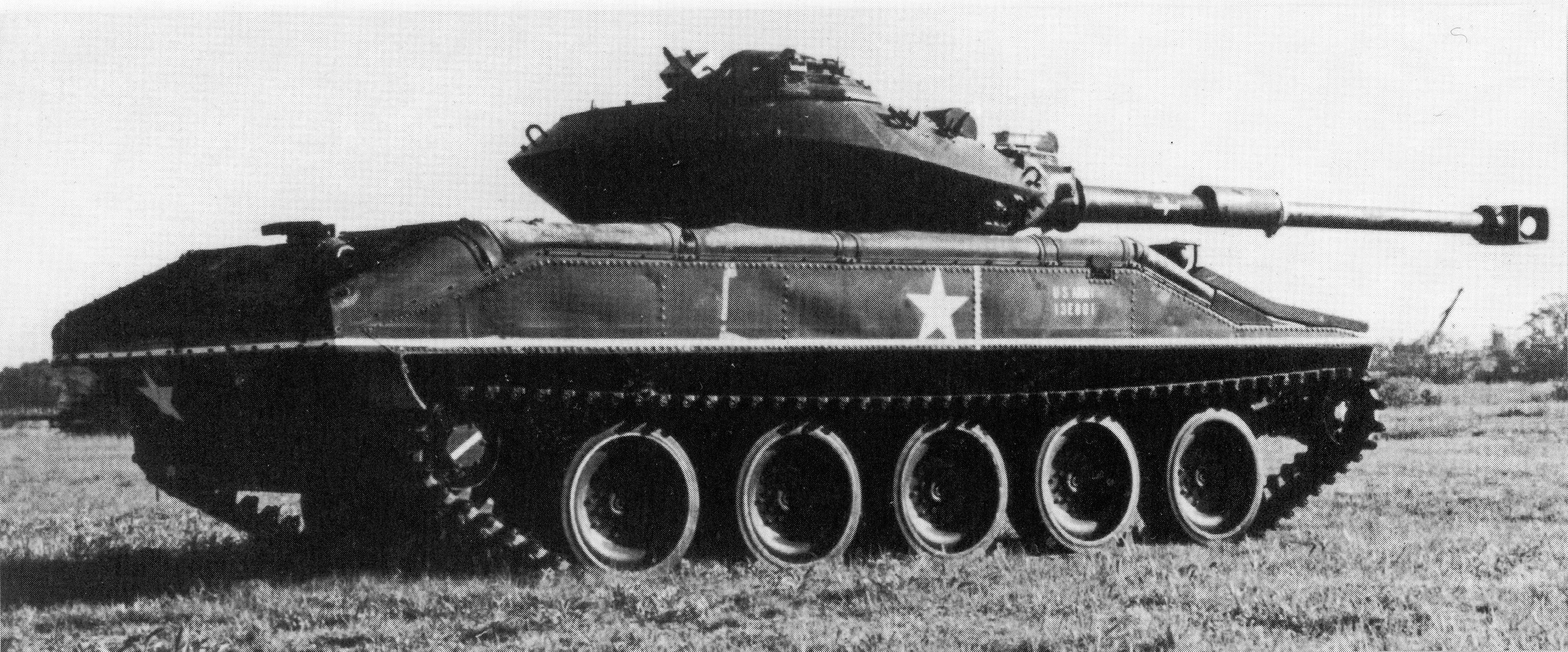
低反動化型105mm砲を搭載した試験車両 1983年の撮影

火炎放射戦車型
主砲をM10火炎放射器に変更し、車内に150ガロンの燃料タンクを搭載して25秒の火炎放射を可能としたもの。同軸機銃は12.7mm重機関銃もしくは20-25mm機関砲に変更するとされた。計画のみ。
突撃砲型 / 自走榴弾砲型
152mm ガンランチャーに替えて105mm榴弾砲を搭載するもの。
突撃砲型は砲を換装した試験車両が製作されて搭載試験が行われたが、新設計の砲塔を搭載する自走砲型は計画のみに終わった。
M551 SPAAG
25mm連装機関砲塔を搭載した対空戦車型。発射速度は1門あたり毎分520-570発、砲弾1,500発を搭載するとされた。この他、20mmバルカン砲M61と砲弾11,000発、M20照準測距レーダーを搭載する別タイプも構想された。計画のみ。
M551 ATRV
装甲回収車型。新型の砲塔にクレーンと全周ペリスコープを備えた車長用展望塔、7.62mm機関銃を備え、車体後部に車体安定用の駐鋤を装備したもの。試作のみ。
M551 AEV
戦闘工兵車型。主砲をXM135障害物破壊用砲に換装し、砲塔後部に6.75トンの吊り上げ能力を持つクレーン、車体前面にドーザーブレードを搭載したもの。計画のみ。
M551 AVLB
架橋戦車型。砲塔を外して通過可能重量20トンのシザーズ式架橋を搭載したもの。計画のみ。
歩兵戦闘車型
機関室を車体前部右に移し、車体後部に兵員8名を収容する歩兵戦闘車としたもの。車体中央に20mm機関砲を装備する砲塔を持ち、兵員室には左右4つの射撃ポートを持つ。計画のみ。
自走迫撃砲型
歩兵戦闘車型の車体に107mm迫撃砲を搭載したもの。砲弾188発と副武装として12.7mm重機関銃を搭載する。計画のみ。
回収戦車型
歩兵戦闘車型の車体を使用し、車体後部を1段低くして全周旋回可能な10トンクレーンを搭載したタイプ。牽引能力13.5トン。計画のみ。
貨物輸送型
M551の車体を流用した貨物輸送車型。装甲型と非装甲型の2種類が計画された。計画のみ。
M551A1改
1970年-1975年にかけて計画された発展型で、エンジンとトランスミッションの変更、ウォータージェットの装備、20mmないし25mm機関砲装備の車長用銃塔の新設などの改良を行った改良型。計画のみ。

## 登場作品

### 映画
『GODZILLA』
アメリカ陸軍の戦車として登場。民間に払い下げられてコレクターが所有している車両である。
『ダイ・ハード3』
折畳式の架橋を搭載した重機として登場。民間に払い下げられた車両が重機として改造されたものである。
『ランボー3/怒りのアフガン』
大規模改造を施され、T-72として登場。

### 漫画
『こちら葛飾区亀有公園前派出所』
両津勘吉の誕生日にプレゼントとして爆竜大佐が輸送機から投下する。公園に向けて投下したが、風に流されてしまい派出所を破壊した。以後「自家用車」として時折使用している。それ以前の29巻にも喫茶シェリダンとして出ている。
『ジャパッシュ』
自衛隊の戦車として登場。

### アニメ
『戦え!超ロボット生命体トランスフォーマー』
サイバトロン・ミニボット戦士ワーパスの変形モチーフとなっている。

### ゲーム
『Armored Warfare』
『Wargame Red Dragon』
NATO陣営のアメリカ軍デッキで使用可能な戦車として迷彩を施したA1が登場する。
『War Thunder』
プレイヤーの操縦できる戦車としてアメリカ陸軍ツリーに登場。対戦車ミサイルの発射も可能。
『World of Tanks』
M41の車体にXM551の砲塔を載せた、運用試験型の「T49」がアメリカツリーに登場。
また、「XM551 Sheridan」としてアメリカツリーに登場。
『バトルフィールド ベトナム』
アメリカ陸軍と南ベトナム軍の戦車として登場する。
『マーセナリーズ2 ワールド イン フレームス』
P.L.A.Vが使用する軽戦車として「サルバトール軽戦車」の名称で登場する。